# جايلون هادن
جايلون هادن (بالإسبانية: Jaylon Hadden)‏ هو لاعب كرة قدم كوستاريكي في مركز الوسط، ولد في 9 أبريل 1998 في ليمون في كوستاريكا. شارك مع منتخب كوستاريكا تحت 17 سنة لكرة القدم. أما مع النوادي، فقد لعب مع ديبورتيفو سابريسا.

## وصلات خارجية
- Jaylon Hadden على موقع قاعدة بيانات كرة القدم.إي يو (الإنجليزية)
- Jaylon Hadden على موقع Soccerway.com (الإنجليزية)
- Jaylon Hadden على موقع عالم كرة القدم.نت (الإنجليزية)